# Džeita
Džeita (arabsko جعيتا, latinizirano: Jʿītā; tudi Jaaita, Jaita) je mesto in občina v okrožju Keserwan guvernerja Keserwan-Jbeil v Libanonu. Mesto je približno 20 kilometrov severno od Bejruta. Ima povprečno nadmorsko višino 380 metrov in skupno površino 290 hektarov. Prebivalci Jeite so maroniti.
Znano je po jami Džeiti, ki je priljubljena turistična atrakcija, pa tudi po reki Nahr al-Kalb, ki teče iz izvira blizu jame in se izliva v Sredozemsko morje. Ime Džeita izhaja iz aramejske besede Ge’itta, kar pomeni 'rjovenje' ali 'hrup'.

## Zgodovina
Leta 1838 je Eli Smith opisal Ja'ito kot vas, ki je v »Aklim el-Kesrawanu, severovzhodno od Bejruta; glavni sedež maronitov«.